# Verholztes Sandröschen
Das Verholzte Sandröschen (Tuberaria lignosa) ist eine Pflanzenart aus der Gattung der Sandröschen (Tuberaria) innerhalb der Familie der Zistrosengewächse (Cistaceae).

## Beschreibung

### Vegetative Merkmale
Tuberaria lignosa ist eine ausdauernde krautige Pflanze, die Wuchshöhen von bis 40 Zentimetern erreicht. Als Überdauerungsorgan wird ein verholzender „Wurzelstock“ gebildet.
Die in einer grundständigen Blattrosette angeordneten Laubblätter sind „pseudogestielt“. Die einfache Blattspreite ist bei einer Länge von 20 bis 65 Millimetern sowie einer Breite von 8 bis 25 Millimetern lanzettlich bis verkehrt-eiförmig. Die Blattoberseite ist fast kahl und die Blattunterseite ist filzig bis seidig behaart. Die prominent dreinervige Blattspreite verschmälert sich an ihrer Basis stielartig. Es sind keine Nebenblätter vorhanden.

### Generative Merkmale
Die Blütezeit liegt im Frühjahr und Sommer. Der Blütenstandsschaft ist 20 bis 30 Zentimeter lang und unverzweigt und besitzt mehrere spitze Tragblätter. Der endständige, zymöse Blütenstand enthält nur drei bis sieben Blüten.
Die zwittrigen Blüten sind radiärsymmetrisch und fünfzählig mit doppelter Blütenhülle. Von den fünf Kelchblättern sind die drei inneren größer und die zwei äußeren kleiner. Sie sind bei einer Länge von 10 bis 15 Millimetern sowie einer Breite von 4 bis 7 Millimetern eiförmig und zugespitzt. Die Blütenkrone weist einen Durchmesser von etwa 3 Zentimetern auf. Die gelben, verkehrt-eiförmigen Kronblätter sind ungefleckt. Es sind viele kurze Staubblätter vorhanden. Die große Narbe ist fast sitzend.
Es werden relativ kleine und dreiklappige Kapselfrüchte gebildet.
Die Chromosomenzahl beträgt 2n = 14.

## Verbreitung
Tuberaria lignosa ist im Mittelmeerraum in Marokko, Algerien, Tunesien, Portugal, Spanien, Andorra, auf den Balearen, in Frankreich, auf Korsika, Sardinien, in Italien und auf Sizilien verbreitet. Auf den Kanarischen Inseln ist ein ursprüngliches Vorkommen zweifelhaft.

## Taxonomie
Die Erstveröffentlichung erfolgte 1753 unter dem Namen Cistus tuberaria durch Carl von Linné in Species Plantarum, Seite 526. In der Gattung Tuberaria (Dunal) Spach konnte aber das Artepitheton tuberaria keine Anwendung finden, weil sonst ein Tautonym entstanden wäre. Es musste also die nächstälteste Artbezeichnung verwendet werden, nämlich vom Namen Helianthemum lignosum Sweet, die in Cistineae, Tafel 46, 1830 veröffentlicht wurde. Die Neukombination zu Tuberaria lignosa wurde 1922 von Gonçalo Sampaio in Bol. Soc. Brot., Series 2, 1, Seite 128 durchgeführt. Synonyme für Tuberaria lignosa (Sweet) Samp. sind: Xolantha tuberaria (L.) Gallego, Muñoz Garm. & C.Navarro, Diatelia tuberaria (L.) Demoly, Helianthemum lignosum Sweet, Helianthemum tuberaria (L.) Mill., Tuberaria melastomatifolia (Spach) Grosser, Tuberaria vulgaris Willk. nom. illeg.